# Caroline County, Maryland
För countyt med samma namn i Virginia, se Caroline County, Virginia.
Caroline County är ett administrativt område i delstaten Maryland, USA. År 2010 hade countyt 33 066 invånare (2010). Den administrativa huvudorten (county seat) är Denton. 

## Geografi
Enligt United States Census Bureau så har countyt en total area på 844 km². 829 km² av den arean är land och 15 km² är vatten. 

### Angränsande countyn
- Kent County, Delaware - nordöst
- Sussex County, Delaware - sydöst
- Dorchester County - syd
- Talbot County - väst
- Queen Anne's County - nordväst